# Chrosiothes episinoides
Chrosiothes episinoides là một loài nhện trong họ Theridiidae.
Loài này thuộc chi Chrosiothes. Chrosiothes episinoides được Herbert Walter Levi miêu tả năm 1963.